# Josef Krickl
Josef Krickl (* 2. Februar 1870 in Eichenbrunn, Niederösterreich; † 31. März 1953 in Stronsdorf, Niederösterreich) war ein österreichischer Komponist, Violinist und Baßflügelhornist aus dem Weinviertel.

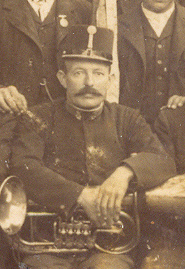
Der Komponist Josef Krickl wurde "Walzerkönig des Weinviertels" genannt.

## Leben
Josef Krickl, der „Walzerkönig des Weinviertels“, wurde in Eichenbrunn im Bezirk Mistelbach, Niederösterreich, geboren. Hier lernte er Violine und  Baßflügelhorn spielen. Beim Infanterieregiment 84 war er Militärmusiker und Stehgeiger unter Kapellmeister Karl Komzak. Am 24. Juni 1902 heiratete er Marie Gabriel aus Stronsdorf, mit der er zwei Kinder (Marianne, geb. 1903 und Josef, geb. 1904) hatte. Während des Ersten Weltkrieges diente er als Soldat beim k. und k. Mobilen Pferdedepot No. 15 in Krain.

Am 31. März 1953 starb Josef Krickl im Alter von 83 Jahren. Krickl wurde am Friedhof in Stronsdorf beigesetzt.

## Musikalische Karriere
Josef Krickl war ein sehr produktiver Komponist. Seit seinem Erstlingswerk „Der erste Kirchtagswalzer“ hat Krickl etwa 300 Musikstücke komponiert.
Auf einer Jagd in Röhrabrunn entstand 1890 der beliebte „Waidmannsheilwalzer“ und noch knapp vor seinem Tod, nämlich 1952, vertonte er nach einem Text des Gutsbesitzers Dominik Kamml-Hardegger das „Stronsdorfer Heimatlied“.
Josef Krickl bekam von seinem Vater seinen ersten Geigen-Unterricht. Sehr bald erkannte man sein Talent und so kam er nach Mailberg, wo er beim bekannten Kapellmeister Josef Sitter Violine, Klavier und Zither spielen lernte.  Mit 17 Jahren besuchte er die "Prager Elevenschule", eine Musikschule des k.u.k. Militärmusikvereines in Prag. Von 1890 bis 1894 spielte Josef Krickl bei der Regimentsmusik des Infanterieregimentes Nr. 84. Dort war er unter Kapellmeister Karl Komzák und dessen Nachfolger Josef Laßletzberger in Wien und Mostar Sologeiger und Baßflügelhornist.
Nach dem Militärdienst gründete er die "Capelle Krickl" und widmete sich seinen geliebten Kompositionen. Mit seiner Kapelle spielte er bis Ende der 1930er Jahre bei unzähligen Kirtagen, Hochzeiten, Festen und Konzerten. Als Musiklehrer unterrichtete er Kinder aus Stronsdorf und  Umgebung und er war viele Jahre lang Chorleiter des Stronsdorfer Kirchenchors.

## Weinviertler Kirtagsmusik

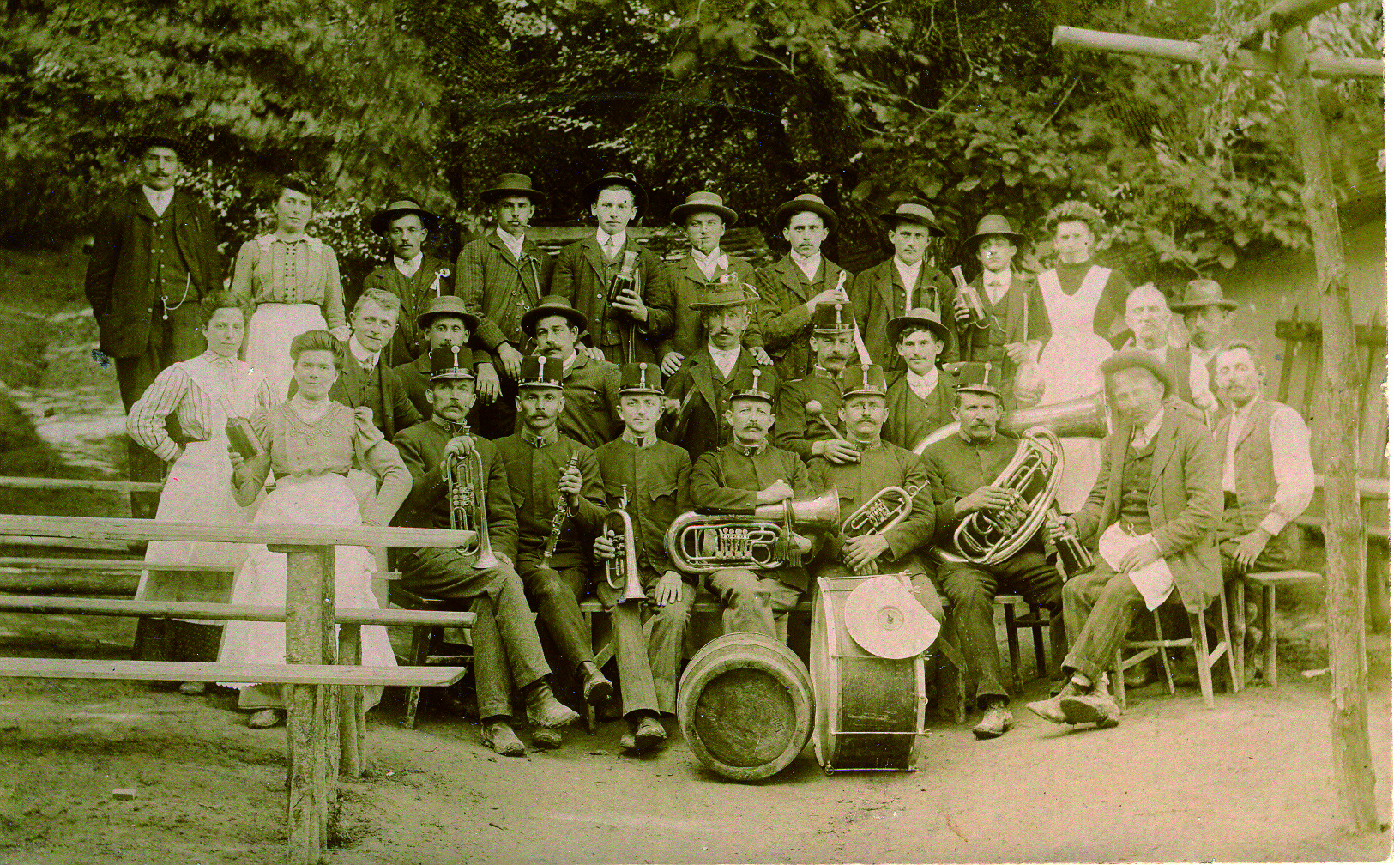
Der Komponist Josef Krickl im Jahr 1913 mit seiner Capelle Krickl bei einem Kirtag im Weinviertel

Mitte des vorigen Jahrhunderts bildeten sich im Raume der Leiser Berge Kirtagsorchester. Auch im übrigen Weinviertel gab es ähnliche Besetzungen. Inspiriert durch die Wiener Walzerkomponisten war auch hier der Kapellmeister „Stehgeiger“. Die übrige Besetzung: 2. Geige (Sekundgeige), Viola, Kontrabass, Flöte, 1. und 2. Klarinette, 1. und 2. Trompete, 1. und 2. Waldhorn und Posaune. Erst später kam das Schlagzeug hinzu. Für diese Besetzung schufen einige Weinviertler Komponisten, wie eben Josef Krickl,  Tanzweisen, die sich größter Beliebtheit erfreuten.

## Werke (Auswahl)
Walzer
- Der erste Kirchtagswalzer
- Waidmannsheilwalzer
- Waldesrauschen
- Wenn die Blätter fallen
- Wenn die Eichen rauschen
- An Liebchens Seite (Original-Handschrift im Museumsdorf Niedersulz)
- Frühlingsfreuden (Original-Handschrift im Museumsdorf Niedersulz)

Polka
- Kampflust-Polka
- Frisches Grün (Polka francaise)
- Elfenkönigin (Polka Mazurka)
- Aus Liebe (Polka schnell)
- Trotzköpfchen (Polka francaise)

Sonstiges
- Stronsdorfer Heimatlied

Sämtliche bekannte Werke sind im "Krickl-Stickl-Verzeichnis" (KSV) aufgelistet.